# Mariana Cress
Mariana „Mari“ Cress (* 12. August 1998 in Minneapolis, Minnesota) ist eine marshallische Leichtathletin, die auf den Sprint spezialisiert ist.

## Karriere
Cress gewann bei den Mikronesienspiele 2014 über 100 und 200 Meter sowie mit der 4-mal-100-Meter-Staffel Bronze. Am 9. Mai des Folgejahres stellte sie bei einem Wettkampf in Burnsville über 100 und 200 Meter einen neuen Landesrekord der Marshallinseln auf.
Bei den Olympischen Spielen 2016 in Rio de Janeiro startete sie im 100-Meter-Lauf. Mit einer Zeit von 13,20 s kam sie jedoch nicht über die Qualifikationsvorrunde hinaus.

## Privates
Mariana Cress ist die Tochter von Roman Cress, der ebenfalls Sprinter war und unter anderem bei den Olympischen Spielen 2008 in Peking teilnahm.